# Судостроение
Судострое́ние (кораблестрое́ние) — процесс создания плавучих сооружений, таких как суда, корабли и плавучие объекты. Плавучие сооружения обычно строят на специализированных предприятиях — верфях.

## История
Судостроение, как область коллективной деятельности людей, зародилось в глубокой древности в связи с возникновением потребности в судах значительных размеров. Развитое судостроение существовало в Древнем Египте, в Финикии, Древнем Китае. В Средние века суда в значительных количествах строили в Византии, в государствах Средиземноморья и Северной Европы, в Древней Руси.
С VII века у восточных славян последовательно менялась схема строительства: от каркасного (плетёного) судна, обтянутого корой или кожей (древнего корабля) к однодревке и набойной ладье, и, далее, к дощатому судну. Уже в VIII веке спускают со стапелей килевые клинкерные суда с дощатой клинкерной обшивкой с симметрично заострёнными носовой и кормовой частями, а также плоскодонные суда с прямыми бортами и с дощатой обшивкой встык, с заострённой носовой и усечённой кормовой, а также, возможно, с симметрично усечёнными частями.
По мнению П. Е. Сорокина, «в зависимости от способа соединения досок, обшивки между собой или с однодревной основой, можно выделить несколько вариантов соединения: А — внакрой с железными заклёпками, А1 — внакрой сшитые с помощью вицы; Б — встык с планкой, прижимающей конопатку, закреплённой деревянными клинышками, Б1 — встык с аналогичным уплотнением, закреплённым железными скобочками».
В ряде районов России (раскопки «Гнёздово», «Ильинский погост», «Плакун») в погребениях-кремациях с ладьями X века найдены стальные заклёпки для судов.
В устье Одра обнаружены обломки парусного дощатого судна первой половины IX века, а также судна «Святовит», при строительстве которого в X веке применялись железные заклёпки.
В XV—XVI веках судостроение начали интенсивно развивать в Португалии и Испании, позднее — в Англии, Нидерландах, Франции и других странах, при этом пеньку — материал для парусов и иной оснастки судов поставляли: Россия и Великое княжество Литовское.
В России начала XVII века польский дипломат Станислав Немоевский упоминал о «немалых судах, больше наших барок, построенных наподобие змеи. Среди них можно найти суда, размером 70 шагов длиною и 5 сажен шириною, а в глубину на 5 локтей… Эти суда они делают без железных гвоздей: они сбиты деревянными гвоздями и затканы мхом; суда же более мелкие сшивают гибкими прутьями из можжевельника и, ничем не конопатя, мажут их только сверху смолой, смешанной с дёгтем. Однако, воды не пропускают».
Польскому послу вторит швед Пётр Петрей: «Москвитяне употребляют разные суда, которые строят сами: они не очень крепки и прочны, потому что сшиваются не железными гвоздями, а деревянными и такими же верёвками, сделанными из коры молодых деревьев. Москвитяне выделывают её, как кожу, режут на тесьмы, которыми и сшивают доски; так и делают себе судно для плавания. На всяком таком судне не больше одной мачты и одного широкого паруса: оттого оно и не может идти, когда ветер немного противный или дует вразрез».

В конце августа 2018 года, после сильного шторма, на южный берег Онежского озера, в непосредственной близости от мыса Петропавловский, был выброшен остов деревянного судна. Его заметили местные жители и сообщили в администрацию Вытегорского района, которая организовала доставку уникальной находки в Вытегру силами МЧС по Вологодской области— 
Предшественником судостроения следует считать ремесло первобытных людей по связыванию из отдельных брёвен плотов. С развитием доступных инструментов и умения древних людей появились выдолбленные из дерева или обтянутые звериными шкурами пироги и каяки. Постепенное увеличение размеров этих плавсредств привело к появлению водоизмещающего корпуса, который стал неотъемлемой чертой кораблей на всё последующее время.
Изначально водоизмещающие корпуса были небольшие по размеру, но уже содержали в себе все элементы современных кораблей — силовой каркас из продольных рёбер жёсткости — киля и стрингеров, а также поперечных — шпангоутов (в создании металлических судов применяют также полособульбы). К каркасу крепили обшивку, основным конструкционным материалом было дерево. Изначально размеры корабля определяли наиболее доступной длиной пиломатериалов для строителей. Со временем люди научились соединять отдельные детали в шип и паз, скреплять соединения клеем или гвоздями, выгибать шпангоуты нужной формы. Таким образом появились первые мореходные корабли, для защиты которых от захлёстывания волнами появилась палуба. Конструкции по поддержанию палубы — бимсы, пиллерсы и кницы дополнительно усиливали прочность корпуса в целом. В дальнейшем, уже до индустриальной эпохи, конструкция деревянных корпусов судов значительных изменений в принципе не претерпела, экстенсивно расширяясь в сторону увеличения размеров корабля, числа его палуб, применения новых пород и сортов древесины, методов её сохранения от влияния воды и жучков-древоточцев. Постоянно совершенствовали внешние формы обводов судов для достижения заданных судостроителями характеристик: скорости, мореходности или грузоподъёмности корабля.

## Технология судостроения
Методы постройки судов совершенствовали по мере развития науки и техники. Сначала все суда строили из дерева. Первая железная баржа была построена в 1789 году, а первое железное морское судно — в 1843 году. 
До 1930-х годов единственным методом постройки судов был подетальный, при котором корпус судна собирали на построечном месте из отдельных деталей. Первоначально детали соединяли заклёпками. Затем стали применять электросварку. Это создало условия для освоения секционного метода постройки судов, при котором корпус судна собирают из заранее изготовленных секций. По мере формирования помещений в них производили монтажные и другие работы. Это ускорило строительство судов.
Затем появился блочный метод, при котором на построечном месте выполняют главным образом лишь сборку и сварку монтажных стыков блоков, а формирование самих блоков и их наполнение механизмами и устройствами осуществляют вне построечного места.
Началом строительства судна считают его закладку.
Производственный процесс постройки судна состоит из следующих этапов:
- Достапельного (заготовительного и блочного)
- Стапельного
- Достроечного
- Сдаточного

На достапельном этапе выполняют работы по обработке металла, изготовлению деталей набора, сборке и сварке секций и блоков.
На стапельном этапе производят сборку корпуса судна из секций и блоков, испытание его на водопроницаемость, изоляцию помещений, монтаж трубопроводов и части механизмов.
На достроечном этапе производят спуск судна на воду и его достройку на плаву, во время которой выполняют работы, которые нельзя было сделать на стапеле (погрузка тяжеловесного оборудования, окончание корпусно-изолировочных работ). Этот этап заканчивают опробованием судовых систем и механизмов в действии и проверкой всех выполненных работ.
На сдаточном этапе производят комплекс испытаний судна: швартовые, ходовые, ревизия, контрольный выход.

## Современное судостроение
Датская кораблестроительная компания Burmeister & Wain (B&W, по имени основателей, Карла Кристиана Бурмеистера и Уильяма Уэйна) являлась ведущей судостроительной компанией мира в 1950-х годах (банкротировала в 1997 г., см. Залы B&W).
Доля рынка европейских производителей начала снижаться ещё в 1960-е годы, когда их заказы переместились в Японию.
Япония была доминирующей судостроительной державой с 1960-х до конца 1990-х годов, но была смещена с лидирующих позиций Южной Кореей и Китаем, которые имели более низкую заработную плату, сильную государственную поддержку и более дешёвые валюты.
По состоянию на 2015 год крупнейшей судостроительной державой в мире является КНР. Благодаря низкой стоимости постройки кораблей на своих верфях она нарастила объёмы производства и обогнала Южную Корею во время мирового экономического кризиса 2008—2010 гг., выиграв тендеры на постройку малых и средних контейнеровозов.
Южнокорейская «Большая тройка» судостроительных компаний — Hyundai Heavy Industries, Samsung Heavy Industries и Daewoo Shipbuilding & Marine Engineering — доминирует в мировом судостроении.
Самая большая верфь в мире находится в Ульсане и принадлежит Hyundai Heavy Industries.
Виду того, что фрахт[что?], новые ставки в 2016 году продолжают снижаться, продолжается снижение спроса на новые суда. Как следствие снижение заказов и простаивание производственных мощностей привели к тому, что южнокорейские судостроители оказались в тяжёлом финансовом положении. Значительная доля рынка перешла к их китайским конкурентам.

## В России
На 2010 год в России действуют 168 судостроительных предприятий, 86 из них — государственные.
Крупнейшими центрами российского судостроения являются Санкт-Петербург, Северодвинск, Нижний Новгород, Калининградская область.
Самые большие в мире подводная лодка и ледокол разработаны и построены на верфях России.
Постановлением Правительства России от 30 мая 2017 года № 659 установлен профессиональный праздник — День кораблестроителя (судостроителя), который отмечают 29 июня. В этот день в 1667 году был издан указ царя Алексея Михайловича о строительстве первого русского корабля «Орёл».